# Betonica haussknechtii
Blütenstand einer
Betonica haussknechtii

Link zum Bild

Betonica haussknechtii ist eine Pflanzenart aus der Gattung der Betonien (Betonica) innerhalb der Familie der Lippenblütler (Lamiaceae).

## Beschreibung

### Unterscheidung zu anderen Arten
Betonica haussknechtii ist von Betonica officinalis eigentlich nur durch die elfenbeinfarbene bis weiße Blütenkrone unterschieden. Die weißblütige Varietät von Betonica officinalis hat dagegen reinweiße Blüten.

### Vegetative Merkmale
Betonica haussknechtii ist eine mehrere Jahre ausdauernde krautige Pflanze und erreicht Wuchshöhen von 15 bis 70 Zentimetern. Sie bildet ein unterirdisches, knotiges Rhizom als Überdauerungsorgan aus. Der aufrechte Stängel trägt besonders im oberen Teil 0,4 bis 1,0 Millimeter lange rückwärts gerichteten Gliederhaare. Diese Gliederhaare sind jedoch an der Basis weniger aufgeworfen als bei Betonica officinalis, was nur unter dem Mikroskop zu erkennen ist. Der Stängel wie die Laubblätter stehen in einer grundständigen sterilen Blattrosette zusammen. Die Laubblätter sind etwas stärker behaart als bei Betonica officinalis und oval länglich; die obersten Stängelblätter sind 2- bis 2,5-mal so lang wie breit.

### Generative Merkmale
Die Blütezeit reicht von Juni bis August. Die quirlartigen Teilblütenstände stehen kopfig beisammen, sind 1 bis 2 Zentimeter breit, wobei der untere (selten auch mehrere) meist deutlich abgerückt steht. Pro Teilblütenstand werden 6 bis 10 Blüten ausgebildet.
Die zwittrigen Blüten sind zygomorph und fünfzählig mit doppelter Blütenhülle. Der Kelch ist 7 bis 9 Millimeter lang und leicht behaart, die Kelchzähne sind knapp zwei Drittel so lang wie die Kelchröhre, also 2 bis 3 Millimeter. Die Krone ist elfenbeinfarbig bis weiß und misst eine Länge von 12 bis 18 Millimetern.
Die Teilfrüchte sind 2,5 bis 3,5 Millimeter lang und 1 bis 2 Millimeter breit.

### Chromosomenzahl
Die Chromosomenzahl beträgt 2n = 16.

## Verbreitung und Lebensraum
Betonica haussknechtii kommt in Mittelgriechenland, Südost-Bulgarien und in der nördlichen bis nordwestlichen Türkei vor. Die Art besiedelt steinige trockene Wiesen und Wälder. Sie gedeiht in der montanen bis subalpinen Höhenstufe in Höhenlagen von 750 bis 2050 Metern.

## Taxonomie
Die Erstbeschreibung erfolgte 1890 unter dem Namen (Basionym) Betonica officinalis subsp. haussknechtii Nyman durch Carl Frederik Nyman in Conspectus florae europaeae: seu Enumeratio methodica plantarum phanerogamarum Europae indigenarum, indicatio distributionis geographicae singularum ..., Supplementum 2, 2, Seite 251. Den Rang einer Art hat sie 1897 in Heinrich Carl Haussknecht: Mittheilungen des Thüringischen Botanischen Vereins, N.s. n.f., 11, Seite 39 erhalten. Weitere Synonyme für Betonica haussknechtii (Nyman) Uechtr.  ex Hausskn. sind: Stachys balcanica P.W.Ball; Stachys haussknechtii (Nyman) Hayek nom. illeg., Stachys officinalis (L.) Trevisan subsp. balcanica (P.W.Ball) & Bhattacharjee, nom. illeg., Stachys officinalis subsp. haussknechtii (Nyman) Greuter & Burdet.
Das Artepitheton haussknechtii ehrt Carl Haussknecht. Haussknecht hatte Pflanzenexemplare im Pindus aufgesammelt und im Nachhinein auch taxonomisch revidiert.
Betonica haussknechtii (Nyman) Uechtr. ex Hausskn. ist ein Synonym von Betonica officinalis subsp. haussknechtii Nyman.

## Gefährdung
Derzeit steht Betonica haussknechtii auf der Roten Liste der Gefäßpflanzen Bulgariens und wird darin in die IUCN-Kategorie EN B2ab(ii) eingeordnet. Dies bedeutet, dass die Art auf einer Besiedlungsfläche von weniger als 5000 Quadratkilometern stark gefährdet ist, weil sie nur noch an wenigen Standorten beobachtet wird und dort aufgrund der Qualität des Lebensraums zurückgeht.